# Pentacon F

Pentacon F

Die Pentacon F ist eine zur Leipziger Herbstmesse 1956 vom VEB Zeiss Ikon Dresden vorgestellte einäugige Spiegelreflexkamera. Sie war als Exportvariante der Contax F für diejenigen Märkte vorgesehen, auf denen die Produktbezeichnung „Contax“ aus lizenzrechtlichen Gründen nicht verwendet werden durfte. Die Contax/Pentacon F wurde bis etwa 1962 unter der Ägide der fusionierten Kamera- und Kinowerke Dresden hergestellt. Nach der Einstellung der Produktion der Pentacon F nahm dieser Großbetrieb im Jahr 1964 die Firmenbezeichnung VEB Pentacon Dresden an. Pentacon steht wie auch Pentax für „Pentaprisma-Contax“ – ein Hinweis auf die Pionierrolle dieser Kamera als erste serienmäßig hergestellte Spiegelreflex mit Umkehrprisma und seitenrichtigem Sucherbild. 

## Ausstattung
- horizontaler Tuchschlitzverschluss mit Belichtungszeiten zwischen 1/1000 und 1 Sekunde, zusätzliche Einstellung für B (Beliebig/Langzeitbelichtung) und Blitzlicht
- Objektivanschluss: M42x1 Gewinde
- Standardobjektiv: Carl Zeiss/Jena Biotar 2.0/58mm
- Sucher: Pentaprisma mit Einstellscheibe
- auf der Gerätevorderseite mechanischer Selbstauslöser mit einer Ablaufzeit von ca. 8 sec
- genoppter Kamerabezug/Belederung
- horizontale Rillen am Sucher zur Anbringung von Okularzubehör

Das Handhaben der Pentacon F ist vergleichsweise gewöhnungsbedürftig, aber machbar. Der Schwingspiegel schwingt vor der Aufnahme selbsttätig nach oben, verbleibt jedoch dann in dieser oberen Position, sodass die nicht schussbereite, ungespannte Kamera kein Sucherbild zeigt. Erst mit Drehen des großen Rändelrades zum Filmtransport bewegt sich der Spiegel gemächlich wieder nach unten und der Sucher wird wieder hell. 
Eine Belichtungsmessung muss man abseits der Kamera vornehmen; die Kamera verfügt über keinerlei Belichtungsmessung oder zusätzliche Elektrik: sie enthält reine, robuste Feinmechanik.
Scharfgestellt wird auf der ungeteilten Einstellscheibe (Mattscheibe); Mikroprismen oder Fresnellinsen sind nicht vorhanden, auch kein Schnittbildkeil. 
Das Schließen der Blende vor einer Aufnahme auf den vorgewählten Wert hat von Hand zu geschehen. Hierzu ist am Standardobjektiv ein geriffelter Schnellschließring vorhanden, der jedoch mit zunehmendem Alter ein immer größeres Losbrechmoment entwickelt, so dass man irgendwann eher das Objektiv aus der Kamera löst/herausschraubt, als die Blenden zu schließen.
Das Objektiv Tessar 2,8/50 von Carl Zeiss Jena (war als Zubehör erhältlich) hatte eine eingebaute Springblende. Man konnte die Blende manuell einstellen und dann am Ring aufdrehen. Die Blende blieb dann geöffnet. Mit dem Niederdrücken des Auslösers sprang dann die Blende auf den voreingestellten Wert zurück.